# Palača Freixo
Palača Freixo (portugalsko Palácio do Freixo) je nekdanja rezidenca v civilni župniji Campanhã v severnem portugalskem mestu Porto.

## Zgodovina
Rezidenco je sredi 18. stoletja dal zgraditi Nicolau Nasoni po naročilu kanonika Jerónima de Távora, zelo premožnega človeka iz plemiške družine Cernaches.
Konec 18. stoletja so vikonti Azurara kupili rezidenco, potem ko so jo prvotno prodali trgovcu Antóniu Afonsu, ki je ob stavbi zgradil tovarno mila.
Leta 1850 je bila palača in posest prodana Antóniu Afonsu Veladu, ki je do leta 1866 prejel naziv baron Freixo. Do leta 1870 ga je njegov uspeh postavil v vrsto za naslov vikonta Freixa, zaradi česar je moral zamenjati grb Tavira na stari stavbi in dokončati prenovo. Del sprememb je vključeval velike freske znotraj stavbe, ki jih je mogoče pripisati temu obdobju. Grb Tavore je krasil številne dele stavbe, vendar jih je kasneje uničil markiz Pombal, po poskusu kraljevega umora kralja Jožefa. Vrtovi, navdih Nasonija, so bili razdeljeni z arhitekturnimi alejami z balustradami in majhnimi skupinami alegoričnih skulptur, medtem ko je vzdolž reke potekal balkon.
V 20. stoletju je stavbo kupila industrijska družba, ki je v vrtove postavila tovarno za mlinarstvo in kasneje 45 m silos. Znotraj palače je ta podjetnik ustanovil svojo upravo. Do leta 1870 so v stavbo vgradili ploščice in keramiko, domnevno kot začasno rešitev za skrivanje poškodb na stavbi.
Po poplavi leta 1909 je bila varanda uničena.
Toda šele leta 1947 se je pod vodstvom lastnika Companhia de Moagens Harmonia iz podjetja União Fabril lotila obnove stavbe. V naslednjih nekaj letih je bil zgrajen tudi nov silos za povečanje proizvodnje na kraju samem.
Leta 1983 je bilo z odlokom (344-A/83) določeno, da bo SEOP začel s pridobivanjem nepremičnine: postopek je 30. novembra 1984 zaključil Ministério do Trabalho (Ministrstvo za delo). Leta 1985 je bil izveden omejen javni razpis za dokončanje nujnih popravil, vendar je 6. junija 1985 prišlo do požara. Posledično so bili preostali tlaki iz skrilavca odstranjeni z lokacije in začela so se nujna javna dela. Sanacija ploščic, fasad in ogrodij, čiščenje vrtov in ograjenih prostorov.
Palača je bila obnovljena v okviru projekta Metropólis, kjer je vlada prispevala 10 milijonov contos. Projekt pod vodstvom arhitekta Fernanda Távore je bil polemičen, saj je predvideval prenos starih instalacij Fábrice Harmonia pod palačo, kjer bi jih rekonstruirali. Projekt je lokalni svet zavrnil januarja 1998, ko je bilo arhitektu naročeno, naj preoblikuje načrt. Drugi deli projekta, ki so vključevali ustanovitev majhne marine, preusmeritev obrobne ceste ob Freixu in gradnjo nove stavbe (v spomin na potovanje Vasca da Game v Brazilijo in zagotavljanje prizorišča za praznovanja ob označevanju dobe odkritij), zavetje Muzeja tiska in drugih najemnikov, je ostala.
Novembra 2005 je občina izdala soglasje za začetek postavitve hostla v stavbah palače in mlina. Ta razvoj je spadal pod delovanje Grupo Pestana, pod koncesijo Pousadas de Portugal. Protokol med Pestano in občinskim svetom Porta je bil podpisan marca 2006 za vzpostavitev modela Pousasda Histórica po projekciji Davida Sinclairja, ki je vključeval povezavo palače z zgodovinsko mlinarsko tovarno. Projekt, ki je nastal, je prostore palače spremenil v skupne prostore, mlinsko tovarno pa v spalnice.
Decembra 2006 je IPPAR odobril projekt pretvorbe ENATUR, vendar je šele oktobra 2009 potekala uradna inavguracija hotela Freixo Palace, ki sta jo zagovarjala arhitekt David Sinclair in notranji oblikovalec Jaime Morais.

## Arhitektura
Palača in tovarna podjetja sta na osamljeni lokaciji ob rečni poti, zgrajeni na poudarjenem pobočju, ločenem z vrtovi.
Pravokotna palača vključuje stolpe, ki so rahlo višji od glavne stavbe, pokriti s piramidastimi kapami in obkroženi z manjšimi fialami. Stolpa z okrasnimi elementi združuje venec.
Vsaka fasada palače ima edinstvene lastnosti, zgrajena v treh nadstropjih. Na jugu ima stavba dva in pol registra; zahodna fasada ima dve etaži; in zdi se, da vzhod vključuje tri nadstropja. V zahodni fasadi je posneta niša z okni nad njo, sredino pa obkrožajo girlande in zvitki, podobni tistim nad portikom palače. Ob južni fasadi s pogledom na reko je dvorana, ki jo sestavljajo trije balkoni z balustradami, vdolbino osrednje okno in predvideno stopnišče. Glavna vzhodna fasada vključuje veliko stopnišče, vendar z vdolbino osrednjega območja, ki ga obdajajo stolpi in krasijo balustrade in okrašene ploščadi (okrašene z ovitimi girlandami in delfini). Vrata v osrednjem korpusu so okrašena z vogalnimi kamni, ki se končajo s prekinjenim sprednjim delom, nad katerim je grb barona Freixo.
V notranjosti kot stenske slike v modri, rjavi, oker, rdeči in rožnati barvi, uokvirjene s pravokotnimi profili. Večina notranjosti je bila spremenjena in preoblikovana in ne ohranja prvotne notranje opreme iz obdobja gradnje.
V zahodnem vrtu je razgledna točka, značilna za italijanske vrtove tega obdobja, ki je dostopna z vzhodnega terena. Na vzhodu je hemicikel, obdan z dvema majhnima paviljonoma in okrašen z izklesanimi bobni, čeladi, ščiti in zastavami, topovi in kroglami.